# Zbiornik Brokopondo

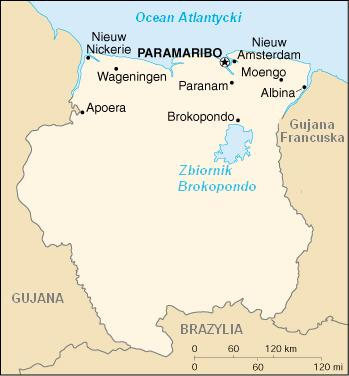
Zbiornik Brokopondo na mapie Surinamu

Zbiornik Brokopondo (hol. Brokopondostuwmeer, wcześniej: Zbiornik prof. dr. inż. J.W. van Blommesteina, Prof. Dr. Ir. W.J. van Blommesteinmeer) – sztuczny zbiornik wodny w Surinamie na rzece Gran Rio (Surinam). Współrzędne geograficzne: 4°48′48″N 55°04′19″W/4,813333 -55,071944. Jeden z największych sztucznych zbiorników wodnych świata, zajmuje powierzchnię 1560 km². Obecna nazwa pochodzi od nazwy miasta Brokopondo i dystryktu Brokopondo. Poprzednia nazwa nadana była na część holenderskiego inżyniera hydrotechnika Willema Johana van Blommesteina. 
Zapora wodna o wysokości 54 m powstała w latach 1960–1964. Długość całego systemu tam wynosi 12 km. Zbiornik został w całości wypełniony w 1971. Z zalanego terenu przesiedlono około 5 tys. mieszkańców. Większość nowych osad (tzw. transmigratiedorpen) powstało w dół biegu rzeki, najważniejsze z nich to Brownsweg, Klaaskreek i Nieuw Koffiekamp. W tym samym czasie prowadzono też „operację Gwamba”, która na celu miała ratowanie zwierząt, które mogły pozostać na zalewanym obszarze.
W 1965 została uruchomiona elektrownia wodna. Jest ona głównym źródłem elektryczności w tym kraju, które zasila w prąd stolicę Paramaribo. Produkowana przez nią tania energia elektryczna wykorzystywana jest w hucie aluminium w mieście Paranam. Należy ona do przedsiębiorstwa SURALCO, spółki-córki amerykańskiego potentata w produkcji aluminium Alcoa.
Powstanie zbiornika Brokopondo umożliwiło również zagospodarowania wnętrza kraju, dzięki możliwości nawadniania w porze suchej, rozwojowi rybołówstwa i turystyki.